# Italienische Rettungsmedaille zur See
Die Italienische Rettungsmedaille zur See wurde auf Verordnung von König Viktor Emanuel II. am 15. April 1860 für Seeleute nach Rettung von durch Schiffbruch in Gefahr geratene Personen gestiftet. Die Auszeichnung war zur Belohnung für Personen jeden Standes, die sich mutig und unter eigener Lebensgefahr bei Rettung auf See in Gefahr schwebenden Personen bewährt hatten.
Sie bestand aus einer goldenen und einer silbernen Medaille, wobei die goldene nur für sehr herausragende Leistungen zuerkannt wurde.
Die Medaille zeigt auf der Vorderseite das Italienische Wappen mit der Umschrift AL VALORE DI MARINA. Das Band ist dunkelblau mit einem breiteren und einem schmaleren weißen Streifen.